# Elias Boutros Hoayek
Elias Hoayek (in arabo: الياس بطرس الحويك; Helta, 4 dicembre 1843 – Bkerké, 24 dicembre 1931) è stato vescovo titolare di Arca e patriarca della Chiesa maronita con il nome di Elias Boutros (in italiano: Elia Pietro).

## Biografia
Elias Hoayek nacque a Helta (Batrun) nel nord del Libano il 4 dicembre 1843. Dopo gli studi iniziali nel seminario San Maroun di Kefar-Hay, dal 1859 entra nel seminario dei Gesuiti di Ghazir, dove studiò lingue e filosofia. Nel 1866 si trasferì nel collegio di Propaganda Fide a Roma, dove continuò gli studi di teologia e nel 1870 ricevette l'ordinazione sacerdotale.
Ritornato in Libano, insegnò teologia nel seminario San Maroun, ma per breve tempo. Infatti nel 1872, il patriarca Boulos Boutros Massaad lo scelse come suo segretario personale. Si trasferì allora nella residenza patriarcale di Bkerké. Dopo 17 anni, fu nominato vicario patriarcale e consacrato vescovo, con il titolo di Arca dei Maroniti, il 14 dicembre 1889.
In quanto vicario del patriarca Youhanna Boutros Al-Hajj, fu incaricato di raccogliere i fondi necessari per la costruzione di una residenza maronita a Gerusalemme e per la costruzione del nuovo seminario maronita di Roma, che fu inaugurato nel 1893. Nel 1895 fondò la congregazione femminile della Santa Famiglia.
Alla morte di Al-Hajj, il sinodo dei vescovi maroniti riunito nel monastero di Bkerké elesse il 6 gennaio 1899 come nuovo patriarca Elias Hoayek, che assunse il nome di Elias Boutros. Nel concistoro del 19 giugno 1899 papa Leone XIII ratificò la scelta dei vescovi maroniti e accordò all'eletto il pallio.
Tra i suoi primi atti come patriarca fu la costruzione di una nuova residenza a Bkerké, in sostituzione della precedente: la prima pietra fu posta il 29 settembre 1899. Nel 1893 fu iniziata la costruzione del nuovo collegio maronita di Roma, inaugurato il 7 febbraio 1904. Nello stesso anno istituì il vicariato patriarcale del Cairo in Egitto, prima circoscrizione ecclesiastica maronita sorta dopo il 1736. Nel 1906 ottenne dalla Santa Sede la divisione dell'eparchia di Tiro e Sidone in due diocesi distinte. Tra il 1906 ed il 1908, a ricordo del cinquantesimo anniversario della proclamazione del dogma dell'Immacolata concezione di Maria, fece innalzare sulla collina di Harissa la statua della Madonna che ancora oggi domina la regione.
Innumerevoli furono le visite pastorali che fece, direttamente o tramite i vicari patriarcali, nella sua Chiesa. In particolare, si ricordano quella di Cipro e quelle operate tra i maroniti della diaspora negli Stati Uniti d'America ed in Argentina.
Elias Hoayek ebbe anche un ruolo importante nell'indipendenza del Libano. Al termine della prima guerra mondiale, in cui le popolazioni libanesi ebbero molto a soffrire dalle persecuzioni turche, il patriarca presentò alla congresso di pace di Versailles del 1919 una relazione sulla necessità dell'indipendenza del Libano e sulle sue capacità di esercitare la sovranità nazionale.
Hoayek è morto all'età di 88 anni nella residenza di Bkerké il 24 dicembre 1931.

## Genealogia episcopale e successione apostolica
La genealogia episcopale è:
- Patriarca Youhanna Bawab
- Patriarca Jirjis Rizqallah
- Patriarca Stefano Douayhy
- Patriarca Yaaqoub Boutros Awwad
- Patriarca Semaan Boutros Awwad
- Patriarca Youssef Boutros Estephan
- Patriarca Youhanna Boutros Helou
- Patriarca Youssef Boutros Hobaish
- Patriarca Boulos Boutros Massaad
- Patriarca Elias Boutros Hoayek

La successione apostolica è:
- Arcivescovo Pierre Zoghbe (1906)
- Arcivescovo Chucrallah Khoury, C.M.L. (1906)
- Arcivescovo Pierre Chébli (1908)
- Patriarca Antoun Boutros Arida (1908)
- Vescovo Abdallah Khoury (1911)
- Arcivescovo Joseph Sakr (1911)
- Arcivescovo Michel Akras (1913)
- Vescovo Pierre Feghali (1919)
- Vescovo Paul Akl (1919)
- Arcivescovo Ignace Mobarak (1919)
- Vescovo Augustin Bostani (1919)
- Vescovo Louis Joseph El-Khazen, O.A.M. (1919)
- Arcivescovo Béchara Richard Chémali (1920)
- Arcivescovo Elie Rischa (1926)
- Arcivescovo Elie Chedid (1926)
- Arcivescovo Jean Elie El-Hage (1928)
- Vescovo Emmanuel Phares (1928)